# 스누커
스누커(영어: snooker, /ˈsnuːkər/)는 스물 한 개의 공으로 승부를 결정하는 당구 경기의 일종이다. 베이즈라고 불리는 녹색 천으로 덮인 직사각형 당구대에서 플레이하는 큐 스포츠로, 각 모서리에 하나씩, 각 긴 변의 중앙에 하나씩 총 6개의 포켓이 있다. 19세기 후반 인도에 주둔한 영국군 장교들이 처음으로 플레이한 이 게임은 흰색 큐볼, 15개의 빨간색 공, 6개의 기타 공(노란색, 녹색, 갈색, 공)으로 구성된 22개의 공으로 진행된다. 파란색, 분홍색, 검정색을 통칭하여 색상이라고 한다. 큐 스틱을 사용하여 개별 플레이어 또는 팀은 미리 정의된 순서에 따라 차례대로 큐볼을 쳐서 다른 공을 포트에 넣으며, 성공적인 포트마다 그리고 상대 플레이어나 팀이 파울을 범할 때마다 점수를 축적한다. 스누커의 개별 프레임은 가장 많은 점수를 얻은 플레이어가 승리한다. 스누커 경기는 플레이어가 미리 정해진 프레임 수에 도달하면 종료된다.
스누커는 오타카문드, 마드라스, 자발푸르에 주둔한 육군 장교 네빌 체임벌린이 블랙 풀과 피라미드를 결합한 일련의 규칙을 고안한 1875년에 정체성을 얻었다. 스누커라는 단어는 경험이 없거나 1년차 군인을 묘사하는 데 사용되는 확립된 경멸적인 용어였다. 20세기 초, 스누커는 1960년대 초까지 "신사의 스포츠"로 여겨졌던 영국에서 주로 플레이되었고, 이후 전국적인 오락으로 인기를 끌며 결국 해외로 퍼졌다. 게임의 표준 규칙은 1919년 당구 협회 및 컨트롤 클럽이 결성되면서 처음 제정되었다. 프로 스포츠인 스누커는 현재 세계 프로 당구 및 스누커 협회(World Professional Billiards and Snooker Association)의 관리를 받는다.
세계 스누커 선수권 대회는 1927년에 처음 개최되었다. 스포츠 초기 성장의 핵심 인물이자 선구자인 조 데이비스(Joe Davis)는 1927년부터 1946년까지 15년 연속 세계 선수권 대회에서 우승했다. 스누커의 "현대 시대"는 BBC 방송 이후 1969년에 시작되었다. TV 시리즈 팟 블랙(Pot Black)을 의뢰했으며 나중에 1978년에 처음으로 방송된 월드 챔피언십을 매일 방송했다. 이 게임의 주요 인물은 1970년대 레이 리어던, 1980년대 스티브 데이비스, 1990년대 스티븐 헨드리였으며 각각 우승했다. 세계 선수권 대회는 최소 6번 이상 개최된다. 2000년 이후 로니 오설리번(Ronnie O'Sullivan)이 가장 많은 세계 타이틀을 획득했다.
최고의 프로 선수들은 다양한 국적의 경쟁자들이 참여하는 국제 이벤트 순회 대회인 월드 스누커 투어(World Snooker Tour)에서 수백만 파운드를 벌면서 전 세계의 정규 토너먼트에서 경쟁한다. 월드 챔피언십, UK 챔피언십, 마스터즈가 함께 트리플 크라운 시리즈를 구성하며 많은 플레이어가 가장 가치 있는 타이틀로 간주한다. 주요 프로 투어는 여성에게 열려 있지만 여성 선수들은 세계 여성 스누커(World Women's Snooker)가 주최하는 별도의 여성 투어에도 참가한다. 경쟁적인 스누커는 노인과 장애인을 포함한 비전문 선수도 이용할 수 있다. 스누커의 인기로 인해 표준 게임을 기반으로 하지만 Six-Red 스누커, 단명한 "스누커 플러스" 및 최신 스누커 슛아웃(Snooker Shoot Out) 버전을 포함하여 다양한 규칙이나 장비를 사용하는 다양한 변형이 만들어졌다.

## 방법
빨강 공(1점)을 넣고 그 다음 색공 중 아무거나 넣은 뒤에 색공을 빼낸 뒤 다시 빨강 공을 넣는 등 경기를 하다 15개의 빨강 공이 없어지면 색공을 노랑(2점)-초록(3점)-갈색(4점)-파랑(5점)-분홍(6점)-검정(7점)순으로 넣는다.
빨강 공과 색공을 번갈아 넣을 때 점수와 브레이크를 채점한다.